# Camp Atterbury
Camp Atterbury es un territorio no organizado ubicado en el condado de Bartholomew en el estado estadounidense de Indiana. En el Censo de 2010 tenía una población de 181 habitantes y una densidad poblacional de 1,7 personas por km².

## Geografía
Camp Atterbury se encuentra ubicado en las coordenadas 39°16′57″N 86°2′7″O / 39.28250, -86.03528. Según la Oficina del Censo de los Estados Unidos, Camp Atterbury tiene una superficie total de 106.59 km², de la cual 106.47 km² corresponden a tierra firme y (0.11%) 0.12 km² es agua.

## Demografía
Según el censo de 2010, había 181 personas residiendo en Camp Atterbury. La densidad de población era de 1,7 hab./km². De los 181 habitantes, Camp Atterbury estaba compuesto por el 76.24% blancos, el 3.31% eran afroamericanos, el 6.63% eran amerindios, el 0.55% eran asiáticos, el 0.55% eran isleños del Pacífico, el 9.39% eran de otras razas y el 3.31% pertenecían a dos o más razas. Del total de la población el 46.96% eran hispanos o latinos de cualquier raza.